# Roßbach (Baviera)
Roßbach é um município da Alemanha, situado no distrito de Rottal-Inn, no estado da Baviera. Tem 48,08 km² de área, e sua população em 2019 foi estimada em 2.948 habitantes.